# Misstänkta förbindelser
Misstänkta förbindelser, originaltitel: Internal Affairs, är en amerikansk dramafilm från 1990 i regi av Mike Figgis. I huvudrollerna ses Richard Gere och Andy Garcia.

## Handling
Richard Gere spelar den manipulative och korrupte polismannen Dennis Peck. Internutredaren Raymond Avilla (Andy Garcia) får dock upp spåret på honom.

## Rollista
| Richard Gere        | – Dennis Peck             |
| Andy Garcia         | – Raymond Avilla          |
| Nancy Travis        | – Kathleen "Kathy" Avilla |
| Laurie Metcalf      | – Amy Wallace             |
| Richard Bradford    | – Grieb                   |
| William Baldwin     | – Van Stretch             |
| Annabella Sciorra   | – Heather Peck            |
| Michael Beach       | – Dorian Fletcher         |
| Katherine Borowitz  | – Tova Arrocas            |
| Faye Grant          | – Penny Stretch           |
| Xander Berkeley     | – Rudy Mohr               |
| John Kapelos        | – Steven Arrocas          |
| Julio Oscar Mechoso | – Gregory                 |
| Elijah Wood         | – Sean Stretch            |
| HamletArman         | – Carlos                  |